# Gerhard Dierssen

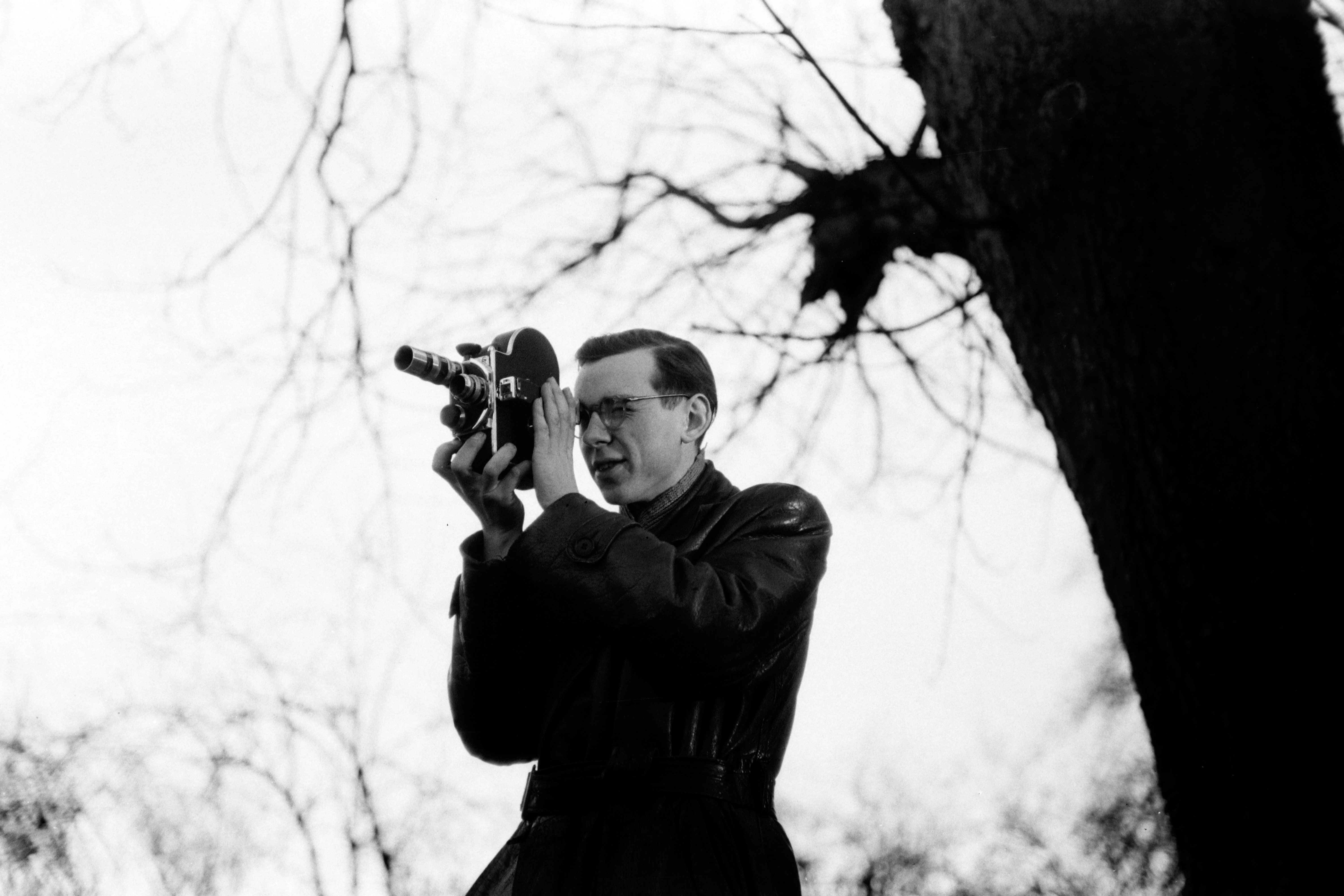
Gerhard Dierssen als Selbstbildnis mit Filmkamera 1949 bei Alvesrode

Gerhard Dierssen (* 22. Juli 1925 in Lüneburg; † 9. Januar 2008 in Hannover) war ein deutscher Fotojournalist und Autor.

## Leben
Gerhard Dierssen wurde zur Zeit der Weimarer Republik 1925 in Lüneburg geboren. Schon in seiner Jugend beschäftigte er sich intensiv mit Fotografie und belieferte nach ausformulierten Vertragsvereinbarungen verschiedene in Berlin erscheinende Zeitung sowohl mit Fotografien als auch mit Texten zu Sport-Veranstaltungen des jeweiligen Wochenendes. Für seine Arbeiten, die jeweils den ganzen Sonntag in Anspruch nahmen, erhielt er seinerzeit ein festes Honorar von 10 Reichsmark.

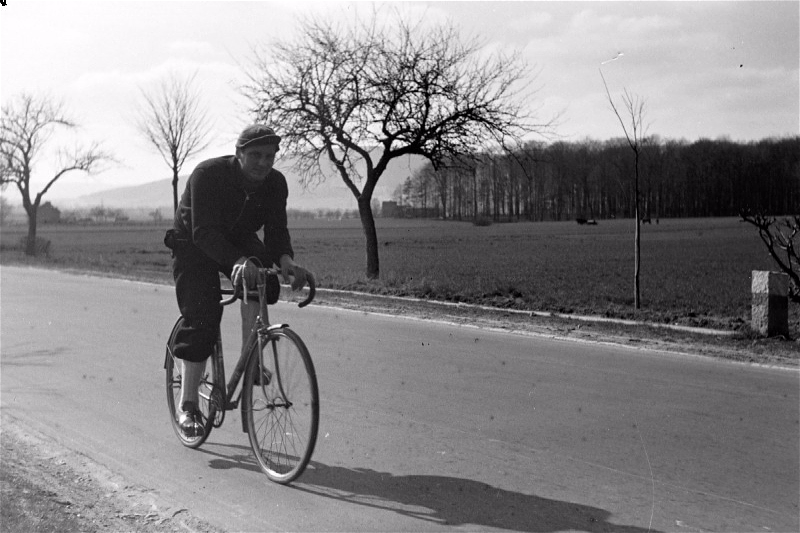
Der Radrennfahrer Heinrich Schwarzer 1950 auf einer Landstraße

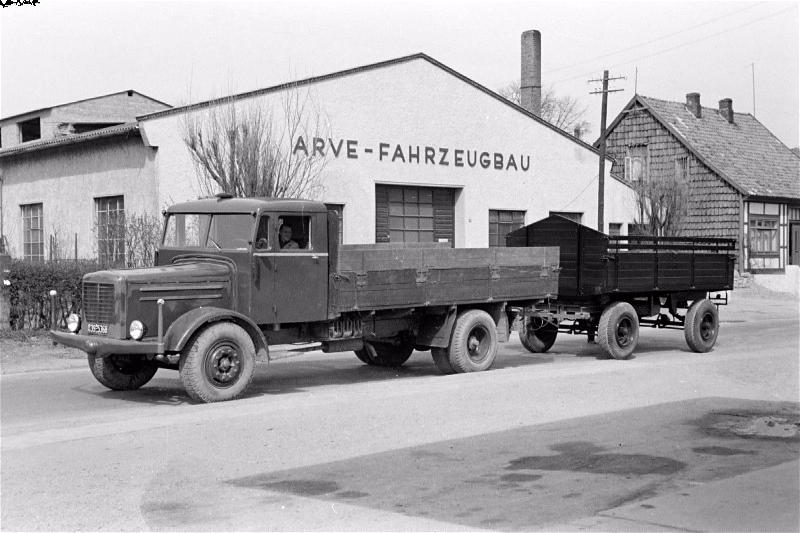
Aus dem Dierssen-Nachlass: Lastkraftwagen mit Anhänger vor einem Gebäude von Arve-Fahrzeugbau, 1950 in Springe aufgenommen

In den frühen Nachkriegs-Jahren der Bundesrepublik Deutschland lernte Dierssen 1952 in Springe den Redakteur Gustav Schnier kennen, der damals für die Titelbilder der Zeitschrift Land und Forst zuständig war sowie für den Schlenker auf der ersten Innenseite des Magazins und dessen Seite Quer durch Niedersachsen. In der Folge lieferte Dierssen unter anderem die Bildvorlagen für zahlreiche Titelbilder der Zeitschrift.
Rund zwanzig Jahre arbeitete Gerhard Dierssen zudem als Redakteur für die Illustrierte Quick in Hannover.
Da neben der Fotografie der Motorsport eine weitere Leidenschaft des Journalisten wahr, nahm Dierssen mehrere Jahrzehnte zudem die Aufgaben des Pressereferenten des Allgemeinen Deutschen Automobil-Clubs (ADAC) für Niedersachsen wahr.
Als Vorsitzender des als Verein organisierten Landespresseballs machte Dierssen den alljährlich in der niedersächsischen Landeshauptstadt ausgerichteten Ball immer wieder zu einem großen gesellschaftlichen Ereignis.
Gerhard Dierssen engagierte sich darüber hinaus als Schatzmeister des Journalisten-Verbandes.

## Bildarchiv
Als Fotojournalist und Autor hat Gerhard Diersen insbesondere das Alltagsleben im Raum um Springe und den Deister fotografisch festgehalten. Andere Bilder entstanden im Zuge seiner Arbeiten als Redakteur für die Illustrierte Quick oder das Magazin Land und Forst. So dokumentierte Dierssen über einen Zeitraum von mehr als einem halben Jahrhundert einen Teil lokaler und regionaler Zeitgeschichte aus ganz Niedersachsen.
Nach dem Tod des Fotojournalisten und Autors gelangten aus seinem Nachlass rund 11.000 Mappen mit Fotomaterial und -negativen in das Archiv der Region Hannover und von dort aus in das Bildarchiv. Die Region Hannover ließ die Bilder digitalisieren und stellt sie seit dem 27. Juni 2017 in der Regel verschlagwortet und in „Bildschirmqualität“ nach und nach der Öffentlichkeit über das Online-Bildportal der Region Hannover (siehe im Abschnitt Weblinks) zur Verfügung. Die meisten Fotos sind mit einer Creative Commons-Lizenz versehen und dürfen deshalb jeweils unter Angabe der Quelle, des Fotografen, des Titels und der Lizenz etwa in sozialen Medien weiterverwendet werden. Bei einem Teil der Bilder von Dierssen fehlen allerdings noch wichtige Informationen zum Ort, Anlass und Datum der Aufnahme sowie die Namen und Funktionen der abgebildeten Personen. Hier hofft das Bildarchiv auf die Mitwirkung von Einwohnern und Zeitzeugen: Daher können Interessierte in der Rubrik „Suchbilder“ Fotos mit noch nicht identifiziertem Inhalt sichten und über ein Textfeld entsprechende Hinweise an die Mitarbeiter des Archivs senden. Hierauf weist die Region Hannover in ihrem weit verbreitetem Regions-Journal 3/2017 – Beilage zur Hannoverschen Allgemeinen Zeitung vom 30. August 2017 – hin.

## Publikationen (Auswahl)
- Im Auto rund um Hannover. 12 Vorschläge, mit Zeichnungen von Lorenz Hafner, Hannover: Amt für Verkehrsförderung, 1966
- Der gelbe Führer. Text und Fotos, Hannover: Madsack Verlagsgesellschaft,
  - Bd. 2: Lüneburger Heide und Mittelweser. 20 der schönsten Auto-Tagesrundfahrten zwischen Hannover, Bremen und Hamburg mit vielen launig geschilderten Kuriositäten und Kostbarkeiten am Wege. Mit 20 Kartenskizzen von Lorenz Hafner, 3. Auflage, 1973
  - Bd. 3: Harz- und Vorharzgebiet. 20 der schönsten Auto-Rundfahrten zwischen Hildesheim, Braunschweig und Göttingen, mit vielen launig geschilderten Kuriositäten und Kostbarkeiten am Wege / mit 20 Karten-Skizzen von Lorenz Hafner, 3. Auflage, 1974
- Weserbergland mit Mittelwesergebiet und Osnabrücker Land. Text und Fotos von Gerhard Dierssen (= Freizeit-Führer; Bd. 1), 1. Auflage, Madsack, 1974
- Pfalz. Text und Fotos von Gerhard Dierssen (= Freizeit-Führer; Bd. 2), 1. Auflage 1975/76, Hannover: Madsack, [1974]
- Lüneburger Heide ... (= Freizeit-Führer; Bd. 3), Hannover: Madsack, 1975
- Harz und Harzvorland ... (= Freizeit-Führer; Bd. 4), Hannover: Madsack, 1975
- Autotouren rund um Hamburg / von Gerhard Dierssen [Tourenskizzen: Werner Kruse-Robinson], [München]: ADAC-Verlag; Berlin, Stuttgart: RV, Reise- und Verkehrsverlag, 1977, ISBN 3-575-01232-5
- Der Schlüssel zum Weserbergland. Tips für Urlaub und Reise / [Text un Gestaltung: Gerhard Dierssen. Hrsg.: Fremdenverkehrsverb. Weserbergland-Mittelweser e.V.], Hameln Fremdenverkehrsverband Weserbergland-Mittelweser, [1982]